# Grábics Mónika
Grábics Mónika (Budapest, 1976. augusztus 31. –) magyar sakkozó, női nemzetközi nagymester, U18 korosztályos Európa-bajnok, ifjúsági világbajnoki ezüstérmes, felnőtt női magyar bajnok, kétszeres sakkolimpikon.
Férje Tolnai Tibor sakknagymester, neves pókerjátékos. Egy gyerekük van.

## Pályafutása
Több alkalommal szerepelt korosztályos világ- és Európa-bajnokságokon, amelyeken a mérlege 1 arany, 1994-ben az U18 ifjúsági sakk-Európa-bajnokságon; 1 ezüst az 1988-as U12 korosztályos ifjúsági világbajnokságon; és 4 bronzérem, amelyeket 1990-ben az U14, 1992-ben az U16 korosztályos világbajnokságokon, valamint 1991-ben és 1992-ben az U16 korosztályos Európa-bajnokságokon szerzett.
1996-ban, 20 évesen megnyerte felnőtt magyar női sakkbajnokságot. 2001-ben a 2-6. helyen végzett.
2003-ban szerezte meg a nemzetközi nagymesteri címet. A nagymesteri normát 1997-ben az FS09 IM versenyen Budapesten, 2002-ben Belgrádban a 35. nemzetközi női versenyen, és 2003-ban Horvátországban a Krk 2003 női nagymesterversenyen teljesítette.
Jelenleg inaktív, az utolsó érvényes Élő-pontértéke 2335. Legmagasabb pontértéke a 2000. októberben elért 2371 volt.
2006 óta nagyon ritkán, 2010 óta egyáltalán nem játszott a FIDE által jegyzett versenyen, ezért inaktívnak számít. A magyar örökranglistán a nők között a 8. helyen áll.

## Csapateredményei
1998-ban és 2000-ben tagja volt a magyar női válogatottnak a sakkolimpián.
1992-ben, 1997-ben és 1999-ben szerepelt a sakkcsapat Európa-bajnokságon a magyar válogatottban.
1998-ban tagja volt a MITROPA Kupán szereplő magyar férfi válogatottnak.

## Kiemelkedő versenyeredményei
- 1. helyezés Budapest (1999)
- 2. helyezés: Hotel-Írottkő verseny (2000)
- 2. helyezés: 35. női nagymesterverseny Belgrád (2002)
- 3. helyezés: Golden Island verseny Krk (2003)[9][10]
- 3. helyezés: Rijeka (2003)[11]
- 1. helyezés: Meditteranean-Flower női nagymesterverseny (2004)[12]
- 1. helyezés: Női nagymesterverseny Krk (2004)[13]

## Díjai, elismerései
- Kiváló ifjúsági sportoló (1993)[14]